# Elida

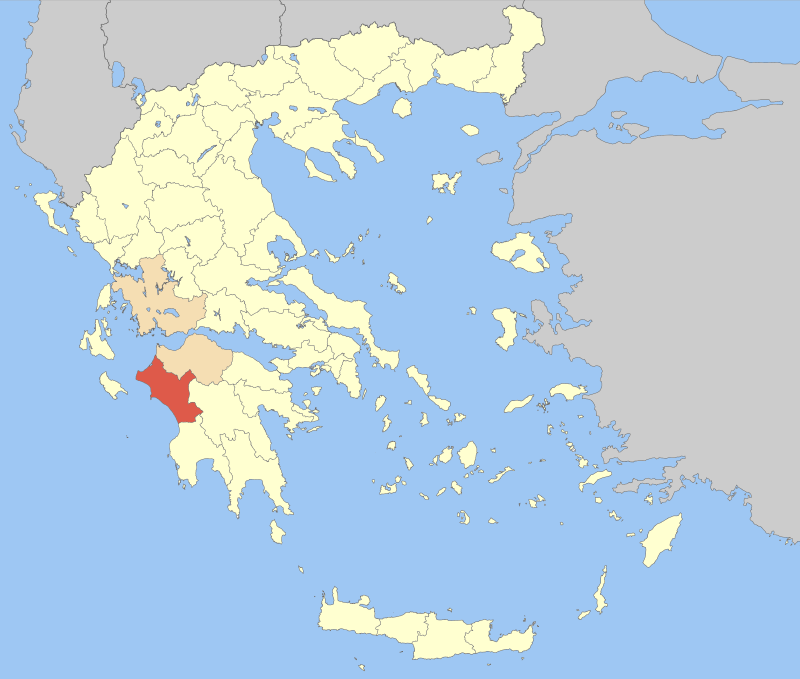
Nomos Elida

Nomos Elida
Podział na demosy

Elida, również Eleia, Elea, (nowogr. Ήλιδα a. Ηλεία, starogr. Ἤλις /dialekt attycki/ a. Ἄλις /dialekt dorycki/), inaczej Elis – dawny nomos i górzysta kraina historyczna w starożytnej Grecji położona w zachodniej części Półwyspu Peloponeskiego.
Do końca 2010 roku Elida była prefekturą w Republice Greckiej ze stolicą w Pirgos w regionie administracyjnym Grecja Zachodnia. Powierzchnia prefektury wynosiła 2618 km², zamieszkiwało ją ok. 198,8 tys. ludzi (stan z roku 2005).
Od północy Elida graniczy z dawną prefekturą Achaja (również region Grecja Zachodnia), od wschodu z Arkadią, od południa z Messenią (obydwie z regionu administracyjnego Peloponez), zaś od zachodu ogranicza ją Morze Jońskie. Przez Elidę płyną rzeki Penejos i Alfios, głównymi miastami krainy były w starożytności Elida, Pisa i Olimpia słynna z igrzysk panhelleńskich.
Elida zasłynęła w starożytności wprowadzając – by uhonorować swego syna Pyrrona – prawo zwalniające z podatków wszystkich filozofów.